# Eulocastra phaeella
Eulocastra phaeella là một loài bướm đêm trong họ Noctuidae.